# Kold College
Kold College er en dansk uddannelsesinstitution beliggende i Hjallese i det sydlige Odense. Skolen udbyder erhvervsuddannelser inden for levnedsmiddel, jordbrug og mejeri, akademiuddannelser (laborant, procesteknolog og serviceøkonom) samt den tekniske gymnasieafdeling Fyns Naturvidenskabelige Gymnasium, der blev grundlagt i 1992 og skiftede navn til Kold Tekniske Gymnasium i 2017.
Navnet Kold College refererer til Christen Kold, der grundlagede en højskole i Dalum i 1862. I 1886 blev Dalum Landbrugsskole grundlagt i højskolens tidligere bygninger. Landbrugsskolen oprettede i 1889 en mejeriskole og skiftede navn til Dalum Landbrugs- og Mejeriskole. I 1972 fik mejeriskolen sin egen forstander, Jens Martin Buch Kristensen, under hvis ledelse skolen i 1979 blev selvstændig og fik navnet Dalum Tekniske Skole, Mejeribrugets Uddannelsescenter. Efter en fusion med Søhus Gartnerskole, skiftede Dalum Tekniske Skole i 2004 navn til Dalum UddannelsesCenter, med det internationale navn Dalum – College of Food and Technology. I oktober samme år gik forstander Jens Martin Buch Kristensen på pension. I 2008 skiftede skolen navn til Kold College.
Kold College blev i februar 2009 udnævnt til at være Danmarks bedste erhvervsskole.
Skolens direktør er Gitte Bargholt.